# Сундиата Кейта
Сундиата Кейта (Сундья́та; ок. 1217 — ок. 1255), также известен как Соголон Джара и Мари Диата — основатель и правитель (манса) средневековой империи Мали, считается национальным героем западноафриканского народа мандинка (мандинго). Главный персонаж псевдоисторического «Эпоса о Сундиате». Получил прозвище «Король Лев» за свою свирепость и жестокость в бою.

## Правление
Сын правителя земли Мандинг в междуречье Нигера и Бауле. Согласно легенде, в детстве почти не мог ходить, за что подвергался насмешкам сверстников, но однажды внезапно поправился и затем стал могучим воином.
Считается, что, став правителем около 1230 года, он объединил племена мандинка перед лицом нашествия народа соссо и смог разбить их силы под командованием Сумангуру Кваннте в битве при Крине, которая произошла около 1235 года. Заложив основы гегемонии Мали в Западном Судане, захватил Тану, Валату (Вольту), соседние золотоносные территории и основные пути торговли солью и золотом. Таким образом, ему подчинялись земли от среднего течения реки Сенегал до внутренней дельты Нигера; на правом притоке этой реки, Санкарани, заложил новую столицу Мали — город Ниани. Район Ниани стал важным торговым центром для африканцев и арабов. Империя Мали становилась все более богатой благодаря контролю над торговыми путями, а также благодаря ценным ресурсам на своих землях, таким как медь и золото.
После 1240 года основное внимание уделял внутренним делам своего государства. Переселяя пленников, Сундиата положил начало созданию посёлков земледельческого населения, в которых стали складывались феодальные отношения в регионе. Такие мусульманские авторы, как Ибн Баттута и Ибн Хальдун, равно как и устная традиция мандинка изображает его приверженцем ислама; однако некоторые исследователи указывают на прослеживаемые в традиции архаичные слои, скорее показывающие его доисламские верования. По основной версии, Сундиата утонул в реке Санкарани, где в его честь есть святыня.
«Эпос о Сундиате» известен прежде всего благодаря устной традиции, передаваемой из поколения в поколение мандинкскими гриотами.